# USS New Ironsides
L'USS New Ironsides est un cuirassé à coque en fer en service dans l'Union Navy durant la guerre de Sécession, participant activement au blocus de l'Union.

## Nom
Le New Ironsides (nouveau « flancs de fer ») reçoit son nom en l'honneur de l'USS Constitution, alors surnommé « Old Ironsides » après son combat victorieux contre la HMS Guerriere.

## Histoire
Le New Ironsides participe notamment au blocus de l'Union, ainsi qu'aux première et seconde bataille de Charleston Harbor, et aux première et seconde bataille de Fort Fisher, durant laquelle huit de ses marins recevront la Medal of Honor.
Le 17 janvier 1865, il rejoint Hampton Roads afin de soutenir l'armée de la James River qui mène alors, avec le général Grant à sa tête, ses dernières batailles contre Richmond. Alors que la chute des confédérés est acquise, le New Ironsides rentre à Philadelphie et est retiré du service le 6 avril 1865. Il est détruit par un incendie le 16 décembre 1865.